# Dedinky (przystanek kolejowy)
Dedinky – przystanek kolejowy znajdujący się we wsi Dedinky w kraju koszyckim na linii kolejowej nr 173 Margecany – Červená Skala na Słowacji.